# Cimetière catholique de Pangaltı
Ne doit pas être confondu avec Cimetière arménien de Pangaltı.
Le cimetière de Pangaltı (en turc Pangaltı Fransız Latin Katolik Mezarlığı, cimetière catholique romain franc de Pangaltı) est un cimetière situé sur la rive européenne d'Istanbul, dans le district de Şişli, dans le quartier de Feriköy. Il est à côté du Cimetière protestant de Feriköy.